# Benjamin Davis Wilson
Benjamin Davis Wilson (Ccontea di Wilson, 1º dicembre 1811 – San Gabriel, 11 marzo 1878) è stato un politico statunitense, 2° sindaco di Los Angeles.